# Scenderemo nelle strade
Scenderemo nelle strade o anche detto nelle autostrade EP d'esordio del gruppo Oi! bolognese Nabat, pubblicato nel 1982 dalla C.A.S. Records.

## Tracce
1. Scenderemo nelle strade
2. Senza soldi, senza casa
3. Asociale Oi!
4. Lavoro
5. Shock delle case